# Flaçà (Serdinyà)
Flaçà (IPA: [flə'sa], oficialment en francès Flassa, sense accent) és un poble de la comuna de Serdinyà, a la comarca del Conflent, de la Catalunya del Nord.
Es troba a la riba esquerra de la Tet, al nord de Serdinyà i de Joncet, a uns 450 metres més enlaire que Serdinyà i a cosa d'un quilòmetre en línia recta. L'accés, però, és a través d'una pista local llarga i amb molts revolts tancats per la diferència d'altitud que ha de superar.

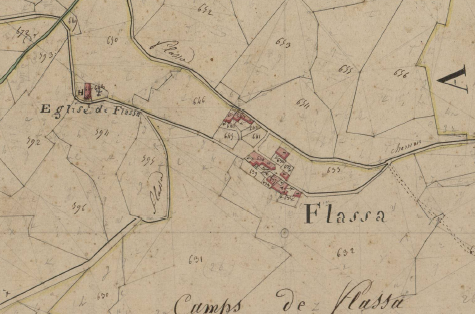
Flaçà en el Cadastre napoleònic del 1812 (Arxius Departamentals dels Pirineus Orientals)

## Etimologia
Explica Joan Coromines que Flaçà prové de l'adjectiu llatí Flacciānu, derivat del nom propi, també llatí, Flacc(i)us. En tractar-se d'un topònim derivat d'un antropònim llatí, es tractaria d'un vilatge que té els seus orígens en la colonització romana del territori.

## Història
El poble va ser annexionat a Jújols entre 1790 i 1794.

## Sant Marcel de Flaçà
L'església de Sant Marcel de Flaçà, del segle xi i d'estil romànic, és un monument històric protegit. És una petita església d'una sola nau coberta amb volta de canó, capçada a llevant per un absis semicircular.
Cada any, el diumenge de Pentecosta, s'hi celebra un aplec.